# Фелпс (окръг, Небраска)
Вижте пояснителната страница за други значения на Фелпс.
Окръг Фелпс (на английски: Phelps County) е окръг в щата Небраска, Съединени американски щати. Площта му е 1401 km², а населението - 9747 души (2000). Административен център е град Холдридж.